# Traité sur le commerce des armes
Pour les articles homonymes, voir TCA et ATT.
- signé et ratifié
- signé

Convention de Kinshasa (2010) Traité sur l'interdiction des armes nucléaires (2017)
Le Traité sur le commerce des armes ou TCA (en anglais, Arms Trade Treaty ou ATT)  est un traité de l'Organisation des Nations unies sur le commerce international des armements conventionnels. Il a été adopté par l'Assemblée générale des Nations unies le 2 avril 2013 ; à la suite de sa signature par 130 États, il est entré en vigueur le 24 décembre 2014. En décembre 2022, il est ratifié par 113 États.
Fruit de la mobilisation des ONG et de plusieurs États (notamment le Royaume-Uni et la France), le processus de négociation d’un Traité sur le commerce des armes a été lancé en novembre 2009 par l’adoption de la résolution 64/48 de l'Assemblée générale des Nations unies. À l'issue du cycle de cinq comités préparatoires échelonnées en 2010 et 2011, la négociation du Traité sur le commerce des armes qui a eu lieu en juillet 2012 à New York s’est achevée sans aboutir à un accord. Il faudra attendre la conférence du mois de mars 2013 pour y parvenir.
Selon la Radio télévision suisse, ce traité est « le premier texte majeur sur le désarmement » depuis le Traité d'interdiction complète des essais nucléaires.

## Contexte
Le commerce des armes représente environ 90 milliards de dollars pour 2017  sur les plus de 1 500 milliards que dépensent l'ensemble des pays du globe en matière d'armement sur une année. Les États-Unis, la Russie, la Chine, le Royaume-Uni, la France et l'Allemagne représentent 80 % des exportations mondiales d’armes classiques et 45 % pour les États-Unis à eux tout seul. Pour sa part, Amnesty international estime que le transfert d'armes classiques représente chaque année, au niveau mondial, 100 milliards de dollars américains, et ce sans compter les 500 000 vies perdues à l'échelle mondiale chaque année à cause de la violence armée.

## Objectifs
L'objectif du Traité sur le commerce des armes est essentiellement, pour certains pays (comme les États-Unis), de contribuer à réguler le commerce licite et, pour d'autres (comme la Russie), de lutter contre le commerce illicite des armes classiques. Pour la France, le Traité doit « viser ces deux objectifs, qui sont interdépendants ».
Les armes classiques visées par le traité correspondent aux avions, véhicules blindés, sous-marins, missiles... c'est-à-dire tout ce qui n'est pas armement nucléaire, chimique ou biologique. Les articles 2, 3 et 4 du traité sur le commerce des armes intègrent des munitions et des armes légères et de petit calibre ainsi que les composants.
C'est un traité de régulation des transferts d'armes classiques et son rôle est de prévenir les transferts irresponsables d'armes classiques et de mieux lutter contre leurs détournements vers des trafics illicites. Ce sont ces deux éléments qui alimentent les conflits et la violence armée, notamment dans les pays où le contrôle de la possession des armes par les civils est faible, autant que contre la violation du droit international des droits de l'homme et du droit international humanitaire.
Le 16 avril 2021, le Conseil a approuvé une décision autorisant l'Union européenne à apporter une contribution de 1,37 million d'euros à trois projets de secrétariat à Genève. En outre, l'objectif est d'aider les partis traités à renforcer leurs systèmes de contrôle des exportations d'armes nationales.

## Débats
Les trois premiers comités préparatoires (de 2010 et de 2011) ont donné lieu à des débats sur les éléments possibles d’un futur traité, sur la base d'une liste très large de matériels, d'activités et de « paramètres » du traité (critères orientant les décisions d’autorisation des transferts d’armes des États parties). Ces paramètres doivent permettre d‘harmoniser les modalités du contrôle des transferts d'armements entre États signataires et de progresser vers une amélioration de la prévention des risques de « mauvais usage » ou de détournement illicite.
En matière de coopération et d’assistance internationale, l’actuelle ébauche vise à permettre à l’ensemble des États de mettre en place des dispositifs de contrôle des transferts internationaux. Des dispositions en matière d’échanges d’informations, de bonnes pratiques, d’assistance en matière législative ou juridique sont prévus.

Vote des États sur le traité à l'Assemblée générale des Nations unies.
Pour
Contre
Abstention
Absent
Non-membre

La quatrième session du Comité préparatoire s’est tenue du 11 au 15 juillet 2011 à New York. Son président, l'ambassadeur argentin Roberto García Moritán, y a distribué, sous sa seule responsabilité, le premier document mettant en cohérence les différents éléments du futur traité. La cinquième session a eu lieu du 2 au 27 juillet 2012.

## Ratification
Le 2 avril 2014, à l'occasion d'une Conférence des Nations-Unies (ONU) en vue d'accroître le nombre des ratifications, 18 États ont rejoint les 13 premiers pays ayant ratifié le Traité.
Le 25 septembre 2014, la barre des 50 ratifications du Traité a été franchie, et le 24 décembre 2014, le Traité est entré en vigueur. Après la 50e ratification, il fallait 90 jours pour que le Traité entre en vigueur, comme le stipule l'article 22 du Traité.
Au 1er juillet 2016, 130 États ont signé le TCA et 87 États l'ont ratifié dont la France, le Royaume-Uni, l'Italie, l'Allemagne, le Japon, mais pas les États-Unis, Israël, l'Ukraine ni les Émirats arabes unis.
Le 13 avril 2017, le gouvernement canadien dépose le projet de loi C-47 (Loi modifiant la Loi sur les licences d'exportation et d'importation et le Code criminel (modifications permettant l'adhésion au Traité sur le commerce des armes et autres modifications) pour mettre en conformité sa législation afin d’adhérer au TCA. En date du 6 décembre 2018, 130 pays étaient signataires du TCA, 97 l'avaient ratifié. De ce nombre, le Canada était le seul pays du G7 et de l'OTAN ne l'ayant toujours pas signé.
On peut suivre l'avancement de l'universalisation du TCA sur le site Désarmement des Nations unies.

## Efficacité
L'efficacité du TCA est contestée, dans les premières années suivant sa signature, en raison « de l’absence remarquée de quelques poids lourds du commerce international des armes, en premier lieu l’Arabie saoudite, la Chine, les États-Unis, l’Inde, le Pakistan et la Russie », écrit en 2017 Christophe Stiernon du Groupe de recherche et d'information sur la paix et la sécurité (GRIP). En outre, plusieurs États partie sont accusés par divers observateurs (notamment des ONG) de ne pas le respecter : « les ventes d’armes à l’Arabie saoudite et aux Émirats arabes unis se sont poursuivies, malgré leur utilisation au Yémen ou leurs transferts en Syrie ; à l’Égypte et au Bahreïn malgré une violente répression de leur population ; aux Philippines malgré une meurtrière campagne anti-drogue », écrit Christophe Stiernon.

## Ventes d'armes par des pays non-signataires du TCA

### Canada
Le Canada et l'Arabie saoudite sont des partenaires d'affaires, de recherches et militaires, notamment en raison de l'exportation d'armes canadiennes vers l'Arabie Saoudite. Or le Yémen est le théâtre d'une guerre civile depuis 2014 opposant le mouvement Houthis au gouvernement yéménite et aux forces loyalistes soutenues par une coalition d'États arabes du Golfe dirigée par l'Arabie saoudite. Plusieurs observateurs accusent l'Arabie saoudite de violations du droit international humanitaire, notamment en effectuant de multiples bombardements contre des civils,,.
Le 14 février 2014, Ed Fast, alors Ministre des Affaires étrangères du gouvernement conservateur de Steven Harper, annonce que la CCC avait conclu un contrat avec le gouvernement saoudien pour la production et livraison de VBL fabriqués par GDLS. Le contrat, estimé à une valeur de 15 milliards de dollars, prévoyait que 928 VBL seraient livrés sur une période de 14 ans.
À l'occasion d'un point de presse à la ville de London (Ontario) tenu le 7 octobre 2015, Justin Trudeau, en pleine campagne électorale, s'engagea à adapter la législation canadienne afin que le Canada adhère au TCA, comme le demande une partie de l'opinion publique.
Le 6 ou 8 avril 2016, Stéphane Dion, alors Ministre des Affaires étrangères du gouvernement libéral de Justin Trudeau, en réponse du Memoranda of Action dès 21 décembre 2015 et 21 mars 2016 et en application de l'article 3 de la Loi sur les licences d'exportation et d'importation, accorde six licences d'exportation (LLEI),. Se retrouvant sur la Liste des marchandises et technologies d'exportation contrôlée, l'exportation de VBL ne peut se faire sans l'obtention d'une licence du Ministre. De plus, en vertu de l'article 4.1. de la LLEI, le Canada ne peut seulement faire du commerce "militaire" avec certains pays qui sont inscrits sur la Liste des pays désignés (armes automatiques).
Selon Statistique Canada, en 2016, l'industrie canadienne de la défense générerait 63 000 emplois au Canada et comptabiliserait pour 10 milliards de dollars, 60% de ces ventes seraient destinées à l'exportation.
Le 13 avril 2017, la ministre des Affaires étrangères présenta le projet de loi C-47 afin que le Canada puisse adhérer au Traité sur le commerce des armes. Le budget à cet effet a annoncé un investissement de 13 millions de dollars en faveur d'Affaires mondiale Canada, pour assurer la mise en œuvre des modifications. Le projet de loi C-47 reçu la Sanction royale le 13 décembre 2018, mais n'est toujours pas entré en vigueur.
Dans son article du 12 janvier 2019, le journaliste Hugo Joncas révélait que l'industrie aérospatiale québécoise aurait vendu pour plus de 920 millions en matériel et services militaires à l'Arabie saoudite, aux Émirats arabes unis et leurs alliés. Parmi ces entreprises, Pratt & Withney Canada a livré au moins 141 moteurs depuis 1994 aux pays du Golfe, tandis que Bombardier et Bell Helicopter Textron ont enregistré des commandes pour plus de 530 M$ en appareils militarisés.

## Ventes d'armes à des pays non-signataires du TCA

### France
Selon la secrétaire de la Commission interministérielle pour l'étude des exportations de matériel de guerre, auditionnée en 2018 par la Commission des Affaires étrangères de l'Assemblée nationale, des licences sont accordées, notamment en 2018, pour exporter des armes de guerre françaises vers des États n'ayant pas ratifié le Traité sur le commerce des armes.